# ألوية العمالقة (اليمن)
ألوية العمالقة أو (رَسْمِيًّا: ألوية العمالقة الجنوبية) هي قوة عسكرية يمنية أنشأتها دولة الإمارات، المشاركة ضمن قوات تحالف "دعم الشرعية" الذي تقوده المملكة العربية السعودية في اليمن، أنشئت هذه القوات القوات بغرض مقاتله الحوثيين في اليمن تحديداً في المحافظات الغربية والجنوبية من البلاد، وينتسب معظم قادتها إلى التيار السلفي، ومعظم منتسبيها من أبناء المحافظات الجنوبية.